# Richia arabella
Richia arabella là một loài bướm đêm trong họ Noctuidae.